# Wiesław Woźnicki
Wiesław Lech Woźnicki (ur. 25 stycznia 1933 w Łodzi, zm. 27 kwietnia 1995 w Toruniu) – polski fizyk specjalizujący się w fizyce teoretycznej i chemii kwantowej.

## Życiorys
W 1949 roku ukończył III Liceum Ogólnokształcące im. Tadeusza Kościuszki w Łodzi. Studia w zakresie fizyki teoretycznej ukończył w 1954 roku Uniwersytecie Warszawskim. Na tej samej uczelni, w 1957 roku zdobył stopień doktora. Tematem jego rozprawy doktorskiej była Konfiguracja elektronowa i symetria cząsteczki acetylenu, a promotorem Leopold Infeld.
W 1958 roku podjął pracę na Wydziale Matematyki, Fizyki i Chemii Uniwersytetu Mikołaja Kopernika. W 1967 roku uzyskał tam stopień doktora habilitowanego na podstawie rozprawy Nowe sformułowanie półempirycznej wersji teorii pola samouzgodnionego. Tytuł profesora otrzymał w 1973 roku.
W latach 1969–1986 kierował Zakładem Fizyki Chemicznej, później przekształconym w Zakład Mechaniki Kwantowej Atomów i Cząsteczek. Był prodziekanem (1972-1973) i dziekanem (1973-1975) Wydziału Matematyki, Fizyki i Chemii, a od 1975 do 1978 roku rektorem UMK.